# Leone Ciampa
Leone Ciampa (Serracapriola, 30 aprile 1782 – Sorrento, 9 settembre 1854) è stato un arcivescovo cattolico italiano.

## Biografia
Nacque a Serracapriola, nel 1782. A diciannove anni, nel 1801, entro nell'Ordine dei frati minori scalzi o alcantarini e nel 1829 fu nominato arcivescovo di Reggio Calabria. Si adoperò per mantenere in attività il seminario e fece costruire l'organo dietro l'altare maggiore della cattedrale. Nel 1835 fu nominato arcivescovo di Conza e amministratore perpetuo di Campagna dove rimase fino al 1848 quando fu nominato arcivescovo di Sorrento. Morì a Sorrento il 9 settembre 1854.

## Opere
- (LA) Epistola pastoralis ad clerum populumque universum Archidioecesis Rhegiensis, Napoli, typis Josephi Mariae Porcelli, 1829, SBN NAPE060432.
- (LA) Epistola pastoralis ad clerum et populum metropolitane ecclesiae Compsanae nec non ecclesiae Campaniensis, Napoli, typis Societatis Philomathicae, 1836, SBN SBL0408453.

## Genealogia episcopale e successione apostolica
La genealogia episcopale è:
- Cardinale Scipione Rebiba
- Cardinale Giulio Antonio Santori
- Cardinale Girolamo Bernerio, O.P.
- Arcivescovo Galeazzo Sanvitale
- Cardinale Ludovico Ludovisi
- Cardinale Luigi Caetani
- Cardinale Ulderico Carpegna
- Cardinale Paluzzo Paluzzi Altieri degli Albertoni
- Papa Benedetto XIII
- Papa Benedetto XIV
- Papa Clemente XIII
- Cardinale Giovanni Carlo Boschi
- Cardinale Bartolomeo Pacca
- Arcivescovo Leone Ciampa

La successione apostolica è:
- Arcivescovo Gregorio De Luca (1850)